# Амигдалия
Амигдалия или Бююк Текелер (на гръцки: Αμυγδαλιά, катаревуса Αμυγδαλέα, Амигдалеа, до 1928 година Μπουγιούκ Τεκελέρ, Μπιγούκ Τεκελέρ, Буюк, Биюк Текелер) е село в Гърция, в дем Кожани, област Западна Македония.

## География
Амигдалия е разположено на 380 m надморска височина, югоизточно от Кожани, близо до левия бряг на Бистрица (Алиакмонас).

## История

### В Османската империя
В края на XIX век Бююк Текелер е турско село в Кожанска каза на Османската империя. Според статистиката на Васил Кънчов („Македония. Етнография и статистика“) през 1900 година в Текелеръ Буюкъ, Кожанска каза, има 215 турци.
На Етнографската карта на Битолския вилает на Картографския институт в София от 1901 година Мегалос Теке е чисто турско село в Кожанската каза на Серфидженския санджак с 45 къщи.
Според статистика на Серфидженския санджак на гръцкото консулство в Еласона от 1904 година в Буюк Текелер (Μπουγιούκ Τεκελέρ), Кожанска каза, живеят 250 турци.

### В Гърция
През Балканската война в 1912 година в селото влизат гръцки части и след Междусъюзническата в 1913 година остава в Гърция. В 1913 година селото (Μπιγούκ Τεκελέρ) има 153 жители. През 20-те години населението му се изселва в Турция и на негово място са настанени бежанци от Турция. В 1928 година селото е изцяло бежанско с 35 семейства и 153 жители бежанци.
През 1927 името на селото е сменено на Амигдалия.
| Име                    | Име            | Ново име  | Ново име  | Описание                                                                 |
| ---------------------- | -------------- | --------- | --------- | ------------------------------------------------------------------------ |
| Каслар                 | Κασλάρ         | Перасма   | Πέρασμα   | възвишение в Скопос на И от Кондовуни (378 m) над левия бряг на Бистрица |
| Ортан Бурун            | Όρταν Μπουρουν | Мити      | Μύτη      | възвишение в Скопос на ЗЮЗ от Амигдалия (409 m)                          |
| Су дере или Сутлу дере | Σουτλοΰ Ντερέ  | Потистика | Ποτιστικά | река на З от Амигдалия                                                   |

| Година    | 1913 | 1920 | 1928 | 1940 | 1951 | 1961 | 1971 | 1981 | 1991 | 2001 | 2011 | 2021 |
| --------- | ---- | ---- | ---- | ---- | ---- | ---- | ---- | ---- | ---- | ---- | ---- | ---- |
| Население | 153  | 168  | 77   | 172  | 176  | 171  | 15   | 2    | 81   | 35   | 13   | 14   |